# Andreas Tietze (Politiker)

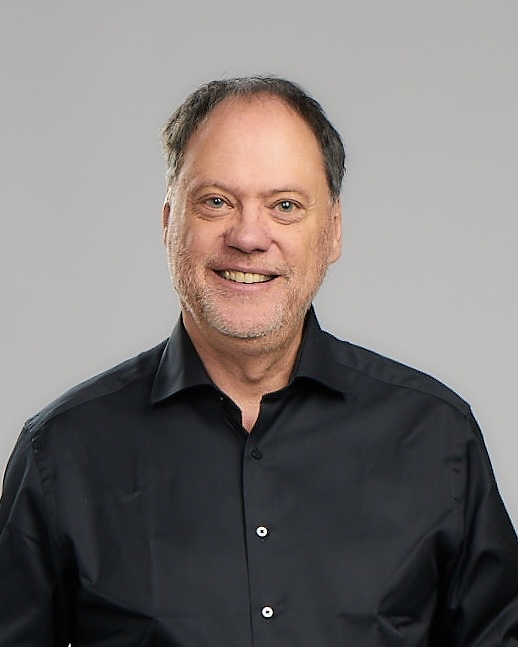
Andreas Tietze (2022)

Andreas Tietze (* 9. Februar 1962 in Gelsenkirchen) ist ein deutscher Hochschullehrer und Politiker (Bündnis 90/Die Grünen). Er war von 2009 bis 2022 Abgeordneter im Landtag Schleswig-Holstein.

## Leben
Tietze wuchs im Ruhrgebiet auf. Nach dem Abitur studierte er Sozialpädagogik, Theologie und Sozialökonomie in Bochum, Heidelberg, Jerusalem und Kiel. 1986 wurde er zum Evangelischen Diakon eingesegnet. Nach mehr als zwanzigjähriger Berufstätigkeit in verschiedenen Positionen der Kinder- und Jugendhilfe u. a. als Bildungsreferent im evangelischen Kirchenkreis Kiel und als Projektentwickler und Leiter der Kinder- und Jugendeinrichtungen auf Sylt, entschied er sich zu einem Studium der Sozialökonomie an der Leuphana Universität Lüneburg, das er 2006 mit einem MBA (Master of Business Administration) „Management der Sozialwirtschaft“ abschloss. Im Rahmen eines vierjährigen Promotionsstudiums und einer Tätigkeit als wissenschaftlicher Mitarbeiter beim Deutschen Verein für öffentliche und private Fürsorge e. V. in Berlin, als Lehrbeauftragter an der Leuphana Universität Lüneburg und Geschäftsführer des Deutschen Instituts für Sozialwirtschaft (DISW) e.V. wurde er im Januar 2010 mit einer Dissertation mit dem Titel Management der Achtsamkeit – Ethische Kompetenz bei Führungskräften der Sozialwirtschaft zum Dr. phil. promoviert.
Andreas Tietze ist verheiratet, hat eine Tochter und einen Sohn und lebt in Husum. Tietze ist evangelischer Konfession.
Am 15. November 2012 wurde er auf der konstituierenden Tagung der ersten Landessynode der Evangelisch-Lutherischen Kirche in Norddeutschland zu ihrem Präses gewählt. Am 15. November 2018 trat Ulrike Hillmann seine Nachfolge an.

## Hochschule
Andreas Tietze ist Professor an der Evangelischen Hochschule für Soziale Arbeit & Diakonie in Hamburg. Seine Arbeits- und Forschungsschwerpunkte sind u. a. qualitative Sozialforschung und Experteninneninterviews, Theorien und Methoden der Sozialen Arbeit, ethische Kompetenzen von Führungskräften in der Sozialwirtschaft, Sozialpolitik und Sozialraumentwicklung in der Kinder- und Jugendhilfe.

## Politik
Andreas Tietze ist seit Anfang der 1990er Jahre bei den Grünen in Schleswig-Holstein aktiv. Im Kreisvorstand der Grünen in Nordfriesland war er von 1999 bis 2003, in dieser Zeit war er Sprecher des Kreisverbandes. Von 1999 bis 2001 war er Beisitzer im Landesvorstand. Er verhandelte für seine Partei die rot-grüne Koalition, die von 2000 bis 2005 Schleswig-Holstein regierte. Zwischen 2003 und 2010 gehörte er dem Kreistag in Nordfriesland als Fraktionsvorsitzender an. Nach der Kommunalwahl und der Bildung der ersten Jamaika-Kooperation auf kommunaler Ebene in Schleswig-Holstein hatte er von 2008 bis 2009 das Amt des stellvertretenden Landrates inne.
Bei der Landtagswahl 2009 zog er über die Landesliste in den Landtag ein und wurde stellvertretender Fraktionsvorsitzender. Zur folgenden Legislaturperiode drei Jahre später wurde über Platz 10 der Landesliste erneut in den Landtag gewählt. Auch bei der Landtagswahl 2017 erlangte er mit diesem Listenplatz ein Abgeordnetenmandat. Bei der Landtagswahl 2022 kandidierte er nicht mehr auf der Landesliste. Da er im Landtagswahlkreis Nordfriesland-Nord das Direktmandat verfehlte, schied er zum Ende der Legislaturperiode aus dem Landtag aus.
Von 2010 bis 2013 war er im Ehrenamt 1. Vorsitzender des Deutschen Instituts für Sozialwirtschaft e.V. (DISW).
Tietze trat als Kandidat von Bündnis 90/Die Grünen für die am 28. Oktober 2012 stattfindende Wahl des Oberbürgermeisters der Landeshauptstadt Kiel an, erreichte jedoch nicht die erforderliche Stimmenzahl für einen zweiten Wahlgang.
Ab seiner Wahl in den Landtag 2009 war Tietze Mitglied des Wirtschaftsausschusses, dessen Vorsitzender er ab der Landtagswahl 2017 war. Er war Sprecher seiner Fraktion für Mobilität, Wohnungsbau und Tourismus und war Mitglied im Petitionsausschuss.

## Werke
- Management der Achtsamkeit – ethische Kompetenz von Führungskräften in der Sozialwirtschaft. 2009 (Volltext – Dissertation Universität Lüneburg).
- Krisen als Chance: Achtsamkeit – ein ethischer Handlungsrahmen für das Management in der Sozialwirtschaft. Baden-Baden: Nomos 2011, ISBN 978-3-8329-6585-3 (= Edition Sozialwirtschaft 32)